# Тропско воће
Тропско воће је ботанички разнолика врста која потиче из тропских региона. Узгаја се и развија у климатским зонама са високим температурама, представљајући биодиверзитет воћних сорти које се разликују по структури, карактеристикама и физиологији. Традиционално се тропско воће конзумирало локално или се добивало из дивљине, међутим повећана производња, ефикаснији транспортни систем и хладњача довели су до повећане глобалне потрошње последњих година. Знатне количине тропског воћа сада се свакодневно извозе на европско, јапанско и америчко тржиште. Велика већина ове производње троши се док је воће свеже, ипак основана је и прерађивачка индустрија.

## Распрострањеност и разноврсност
Тропско воће успева у деловима света где су заступљене екваторијална, тропска и тропска монсунска клима, које највише одликују обилне падавине током целе године, температуре током године које су у распону од 26 °C до 30 °C, влажност ваздуха је такође изузетно велика (70—80%),  а количина падавина на годишњем нивоу достиже и 10.000 mm. У овим условима преовлађују влажне и бујне тропске шуме, изузетно богат биљни и животињски свет. Тропско воће најзаступљеније је у Јужној Америци, јужној и југоисточној Азији, Африци, у деловима Средње Америке, такође и у неким деловима Аустралије. Тропско воће одувек је било део пејзажа ових региона са сврхом да обезбеди храну и исхрану на тим просторима. Ово воће веома је разнолико, међутим најпознатији примерци су: акиота, ацерола, ананас, авокадо, арган, банана, грејпфрут, гуава, дјуриан, змајево воће (питаја), јојоба, каки, кактус смоква, карамбола, кас, киви, кокос, лимета, личи...

## Услови узгајања
Већина тропског воћа осетљива је на ниске температуре од 1—13 °C. Физиолошки поремећаји настали као резултат метаболичких реакција плода на такве температуре смањују њихове тржишне вредности. Дакле, ово воће успева најбоље у тропским пределима где температура варира од око 26—32 °C.

## Боја и укус
За тропско воће значајне су интензивне боје. Молекули боја у биљним намирницама чини више од 2.000 пигмената који воћу дају боју и садрже јаке антиоксидансе. Што је боја воћа интензивнија, већа је антиоксидативна снага.Дакле карактеристичне су живе боје, те много витамина, минерала и влакана. За добро уравнотежену исхрану, избегавање кардиоваскуларних проблема и дијабетеса препоручује Светска Здравствена Организација (WHO- World Health Organisation) добро би дошло редовно конзумирање различитих врста овог воћа. Што се тиче укуса, јарке разнолике боје овог воћа углавном примаме човека, међутим то не значи да је и укус подједнако добар. Ово воће често има кисео или горак укус, тако да његов изглед може заварати.

## Извоз и увоз
Свеже тропско воће углавном се узгаја у земљама у развоју.Иако се и даље у Европи сматра нишним производима, интересовање за нове ароме и посебне сорте расте. Преношење здравствених користи тропског воћа може помоћи повећању потражње. Личи je једно од главних увезених егзотичних воћки. Такође, све је већи увоз маракује и осталих воћки.Избор ваздушног или поморског терета зависи од тржишта и рока трајања производа. Транспорт бродом биће много јефтинији, али рок трајања воћа ће истицати. Већина егзотичног тропског воћа се у малим количинама испоручује ваздушним саобраћајем, док се веће робе или мање покварљиви производи испоручују морским саобраћајем кад је то могуће. Холандија тргује разним егзотичним тропским производима који се током целе године набављају, на пример, у Колумбији, Јужној Африци, Зимбабвеу, Тајланду, Вијетнаму и Малезији. Белгија је значајно повећала свој поновни извоз личија са Мадагаскара због логистичких избора. То је његов принцип егзотичног увоза, нарочито током децембра и јануара.Шпанија извози углавном локално произведене егзотичне сорте воћа као што су воће каки, шипак и черимоја, које ће вероватно бити укључене у исту трговинску статистику и објашњавају њихов снажан раст извоза.